# Forteviot
Forteviot (en gaélique écossais: Fothair Tabhaicht)  est un village du Strathearn en  Écosse sur la rive sud de la rivière Earn, entre Dunning et Perth dans le council area de Perth and Kinross. Le village actuel a été rebâti au cours de la décennie 1920 par John Dewar (en) de la lignée des producteurs de whisky John Dewar & Sons.

## Vestige de l'âge du bronze
Le 11 août 2009, des archéologues ont annoncé avoir découvert à Forteviot une tombe royale datant du premier âge du bronze en Écosse. Parmi les restes de l'ancien souverain se trouvait un trésor funèbre composé d'une dague de bronze et d'or, un bol en bois et un sac en cuir. Les archéologues de l'université de Glasgow et de l'université d'Aberdeen poursuivent et les fouilles sur le site.

## Le palais picte de Forteviot
Forteviot est connu pour avoir été au début du IXe la capitale du roi de Fortriú Constantin mac Fergusa. La ville est détruite par les Vikings en 839 et reconstruite vers 850 par  Cináed mac Ailpín (Kenneth mac Alpin ou Kenneth Ier d'Écosse) (mort en 858), qui en fait sa résidence et qui est réputé être mort dans ce « palais » (palacio). La cité est de nouveau pillée par les Vikings en 866. Le palais se trouvait autrefois sur Haly Hill, à l'ouest du village moderne, avec vue sur la Water of Mey. Les ruines d'un château de l'époque du roi Máel Coluim III (1058–93) étaient encore visibles au XVIIe siècle.  Plusieurs sculptures du  premier Moyen Âge ont été conservées à l'église paroissiale, qui est dédiée à 
saint André. Le célèbre Forteviot Arch, un arc en gré monolithique du début du IXe siècle recouvert d'une sculpture presque effacée, a été  découvert dans l'ancien lit de la Water of May, à l'ouest de la terrasse sur laquelle est situé le village. Il se trouve maintenant au musée national d'Écosse à Édimbourg, et devait probablement orner une chapelle royale.

## Le village

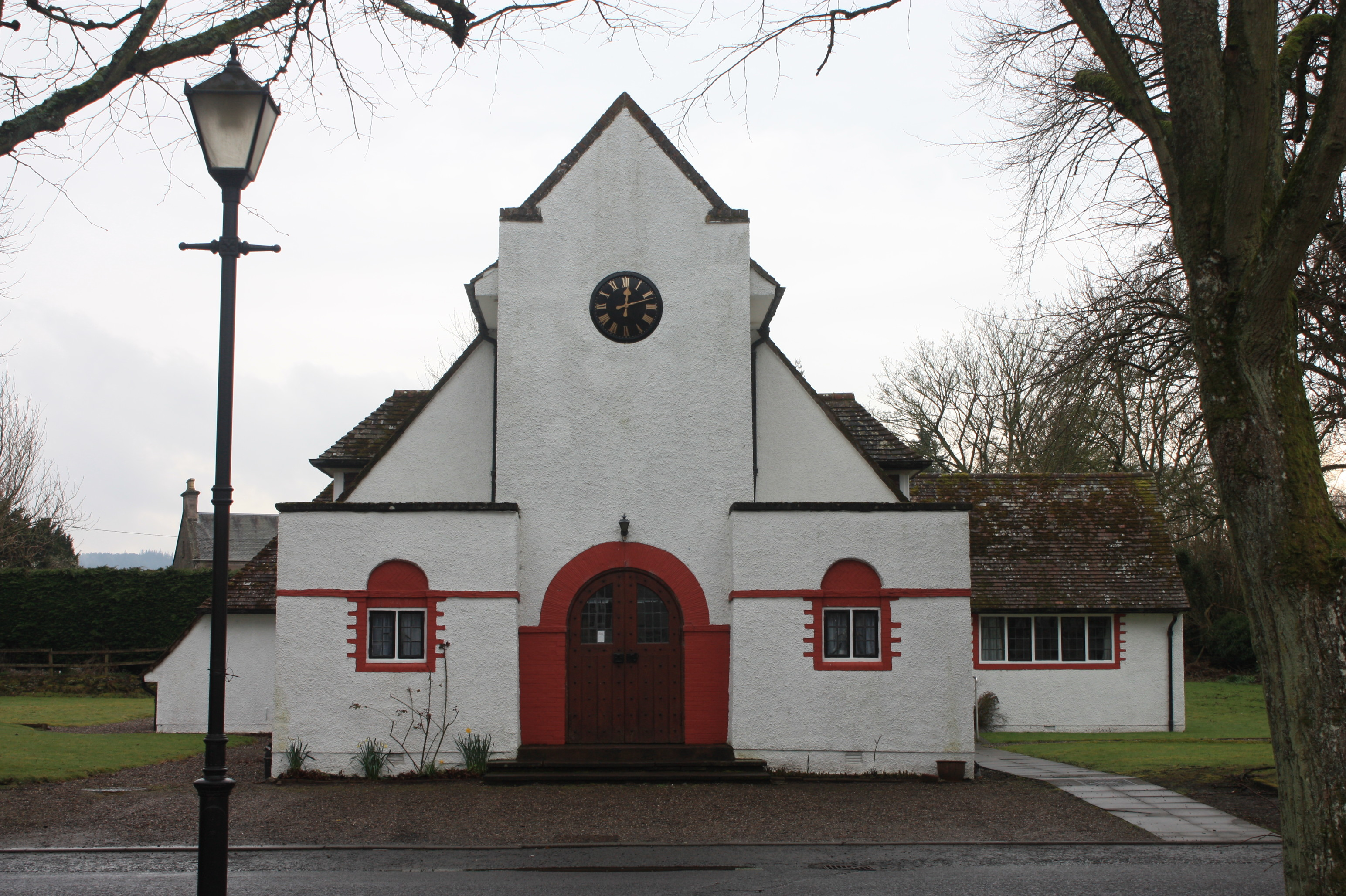
Forteviot Village Hall

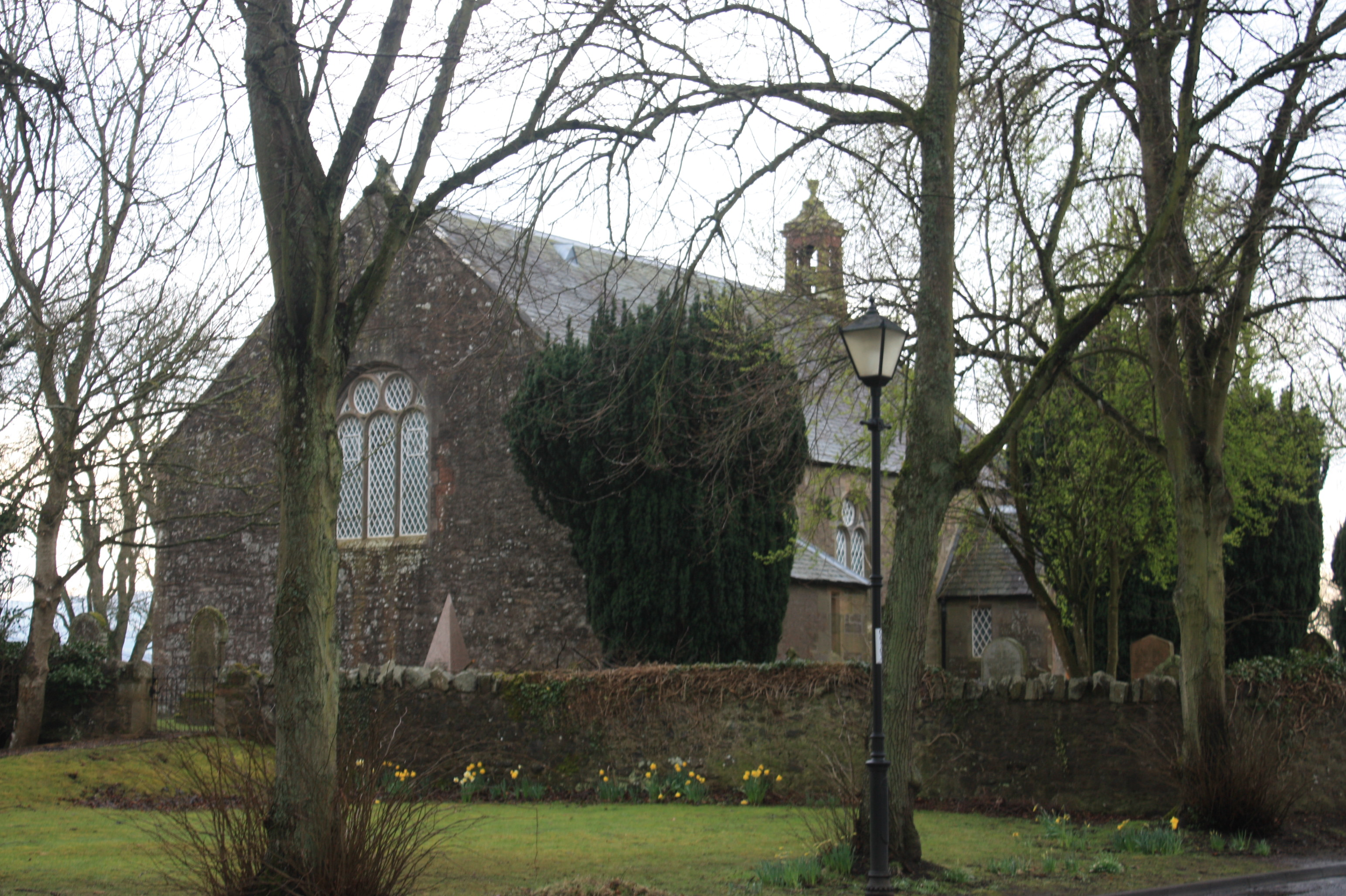
Forteviot Parish Church

Le village a été reconstruit au cours de la décennie 1920 comme un village modèle, selon les plans de l'architecte James Miller sous le patronage de John Dewar (1er baron Forteviot) (en), et l'influence du « mouvement cité-jardin ». La salle municipale fait face à la place principale du village et est un modèle particulièrement représentatif du design éclectique des années 1920. Il est considéré comme un Monument classé au Royaume-Uni de catégorie A.
L'église actuelle date de 1778 et a été reconstruite sur le modèle d'une chapelle d'architecture georgienne mais son origine remonte au XIIIe siècle. Les pierres tombales datent de 1690.